# (5572) Bliskunov
(5572) Bliskunov est un astéroïde de la ceinture principale.

## Description
(5572) Bliskunov est un astéroïde de la ceinture principale. Il fut découvert le 26 septembre 1978 à Naoutchnyï par Lioudmila Jouravliova. Il présente une orbite caractérisée par un demi-grand axe de 3,13 UA, une excentricité de 0,16 et une inclinaison de 8,9° par rapport à l'écliptique.

## Compléments